# 贾西姆·本·哈马德体育场
贾西姆·本·哈马德体育场（阿拉伯语：‎）是一座位于卡塔尔多哈的多功能体育场，多举办足球比赛。体育场是萨德体育俱乐部的主场，建于1973年，并于2004年完成重建，容纳人数12,946人。